# Ramisco
‘Ramisco’ ist eine einheimische Rotweinsorte in Portugal und wird nahezu ausschließlich im Bereich Colares bei Sintra nördlich von Lissabon an der Atlantik - Küste angebaut. Eine Besonderheit des Gebiets ist, dass die Weinberge durch den dort vorhandenen 2 bis 3 Meter tiefen Sandboden von der Reblaus verschont bleiben und deshalb die Sorte auch heute noch wurzelecht angebaut wird. In den 1990er-Jahren wurde noch eine bestockte Rebfläche von fast 150 Hektar erhoben. Durch zunehmende Wohnbebauung nimmt die Rebfläche jedoch kontinuierlich ab.

## Eigenschaften, Wein
Die spätreifende Sorte hat pflaumenblaue, kleine Beeren mit dicker Schale. Die Sorte erbringt duftige, dunkelfarbige und stark tanninreiche Rotweine mit mittlerem Alkoholgehalt, die vor dem Genuss einige Jahre liegen sollten, aber jahrzehntelang lagerfähig sind.
Siehe auch den Artikel Weinbau in Portugal sowie die Liste von Rebsorten.

## Synonyme
‘Ramisco (Acores)’, ‘Ramisco De Colares’, ‘Ramisco Nos Acores’, ‘Ramisco Tinto’